# Route d'Occitanie 2023
47. ročník etapového cyklistického závodu Route d'Occitanie (oficiálně La Route d'Occitanie – La Dépêche du Midi) se konal mezi 15. a 18. červnem 2023 ve francouzském regionu Okcitánie. Celkovým vítězem se stal Kanaďan Michael Woods z týmu Israel–Premier Tech. Na druhém a třetím místě se umístili Španěl Cristián Rodríguez (Arkéa–Samsic) a Němec Georg Steinhauser (EF Education–EasyPost). Závod byl součástí UCI Europe Tour 2023 na úrovni 2.1.

## Týmy
Závodu se zúčastnilo 7 z 18 UCI WorldTeamů, 7 UCI ProTeamů a 4 UCI Continental týmy. Všechny týmy nastoupily na start se sedmi závodníky kromě týmů CIC U Nantes Atlantique a Van Rysel–Roubaix–Lille Métropole s šesti jezdci. Idar Andersen (Uno-X Pro Cycling Team) neodstartoval úvodní etapu, závod tak odstartovalo 123 jezdců. Do cíle v Saint-Girons dojelo 97 z nich.
UCI WorldTeamy
- AG2R Citroën Team
- Arkéa–Samsic
- Cofidis
- EF Education–EasyPost
- Groupama–FDJ
- Ineos Grenadiers
- Movistar Team

UCI ProTeamy
- Burgos BH
- Caja Rural–Seguros RGA
- Equipo Kern Pharma
- Euskaltel–Euskadi
- Israel–Premier Tech
- Team TotalEnergies
- Uno-X Pro Cycling Team

UCI Continental týmy
- CIC U Nantes Atlantique
- Nice Métropole Côte d'Azur
- St. Michel–Mavic–Auber93
- Van Rysel–Roubaix–Lille Métropole

## Trasa a etapy
| Etapa         | Datum         | Trasa                          | Vzdálenost | Typ    | Typ            | Vítěz                     |
| ------------- | ------------- | ------------------------------ | ---------- | ------ | -------------- | ------------------------- |
| 1             | 15. června    | Narbonne – Gruissan            | 184,3 km   |        | Rovinatá etapa | Marijn van den Berg (NED) |
| 2             | 16. června    | Cazouls-lès-Béziers – Graulhet | 182 km     |        | Zvlněná etapa  | Jason Tesson (FRA)        |
| 3             | 17. června    | Gimont – Nistos                | 189 km     |        | Horská etapa   | Michael Woods (CAN)       |
| 4             | 18. června    | Saint-Gaudens – Saint-Girons   | 164,7 km   |        | Zvlněná etapa  | Simon Carr (GBR)          |
| Celková délka | Celková délka | Celková délka                  | 720 km     | 720 km | 720 km         | 720 km                    |

## Průběžné pořadí
| Etapa          | Vítěz               | Celkové pořadí      | Bodovací soutěž     | Vrchařská soutěž      | Soutěž mladých jezdců | Soutěž týmů         | Cena bojovnosti      |
| -------------- | ------------------- | ------------------- | ------------------- | --------------------- | --------------------- | ------------------- | -------------------- |
| 1              | Marijn van den Berg | Marijn van den Berg | Marijn van den Berg | Eric Antonio Fagundez | Marijn van den Berg   | Israel–Premier Tech | Théo Delacroix       |
| 2              | Jason Tesson        | Marijn van den Berg | Corbin Strong       | Carlos García Pierna  | Marijn van den Berg   | Ineos Grenadiers    | Carlos García Pierna |
| 3              | Michael Woods       | Michael Woods       | Corbin Strong       | Carlos García Pierna  | Georg Steinhauser     | Movistar Team       | Pelayo Sánchez       |
| 4              | Simon Carr          | Michael Woods       | Marijn van den Berg | Carlos García Pierna  | Georg Steinhauser     | Movistar Team       | José Manuel Díaz     |
| Konečné pořadí | Konečné pořadí      | Michael Woods       | Marijn van den Berg | Carlos García Pierna  | Georg Steinhauser     | Movistar Team       | neuděleno            |

- Ve 2. etapě nosil Sandy Dujardin, jenž byl druhý v bodovací soutěži, zelený dres, protože lídr této klasifikace Marijn van den Berg nosil oranžový dres lídra celkového pořadí.
- Ve 2. etapě nosil Paul Penhoët, jenž byl druhý v soutěži mladých jezdců, bílý dres, protože lídr této klasifikace Marijn van den Berg nosil oranžový dres lídra celkového pořadí.
- Ve 3. etapě nosil Ådne Holter, jenž byl třetí v soutěži mladých jezdců, bílý dres, protože lídr této klasifikace Marijn van den Berg nosil oranžový dres lídra celkového pořadí a druhý závodník této klasifikace Corbin Strong nosil zelený dres lídra bodovací soutěže.

## Konečné pořadí
| Legenda | Legenda                         | Legenda | Legenda                               |
| ------- | ------------------------------- | ------- | ------------------------------------- |
|         | Označuje lídra celkového pořadí |         | Označuje lídra vrchařské soutěže      |
|         | Označuje lídra bodovací soutěže |         | Označuje lídra soutěže mladých jezdců |

### Celkové pořadí
| Pořadí | Jezdec                   | Tým                   | Čas         |
| ------ | ------------------------ | --------------------- | ----------- |
| 1      | Michael Woods (CAN)      | Israel–Premier Tech   | 18h 00' 02" |
| 2      | Cristián Rodríguez (ESP) | Arkéa–Samsic          | + 10"       |
| 3      | Georg Steinhauser (GER)  | EF Education–EasyPost | + 41"       |
| 4      | Einer Rubio (COL)        | Movistar Team         | + 42"       |
| 5      | Domenico Pozzovivo (ITA) | Israel–Premier Tech   | + 42"       |
| 6      | Jesús Herrada (ESP)      | Cofidis               | + 1' 06"    |
| 7      | Victor Lafay (FRA)       | Cofidis               | + 1' 12"    |
| 8      | Iván Sosa (COL)          | Movistar Team         | + 1' 13"    |
| 9      | Ruben Guerreiro (POR)    | Movistar Team         | + 1' 21"    |
| 10     | Brandon Rivera (COL)     | Ineos Grenadiers      | + 2' 03"    |

### Bodovací soutěž
| Pořadí | Jezdec                    | Tým                   | Body |
| ------ | ------------------------- | --------------------- | ---- |
| 1      | Marijn van den Berg (NED) | EF Education–EasyPost | 50   |
| 2      | Corbin Strong (NZL)       | Israel–Premier Tech   | 43   |
| 3      | Michael Woods (CAN)       | Israel–Premier Tech   | 27   |
| 4      | Benoît Cosnefroy (FRA)    | AG2R Citroën Team     | 23   |
| 5      | Sandy Dujardin (FRA)      | Team TotalEnergies    | 23   |
| 6      | Paul Penhoët (FRA)        | Groupama–FDJ          | 23   |
| 7      | Simon Carr (GBR)          | EF Education–EasyPost | 21   |
| 8      | Jason Tesson (FRA)        | Team TotalEnergies    | 20   |
| 9      | Dries Van Gestel (BEL)    | Team TotalEnergies    | 20   |
| 10     | Filippo Ganna (ITA)       | Ineos Grenadiers      | 18   |

### Vrchařská soutěž
| Pořadí | Jezdec                     | Tým                        | Body |
| ------ | -------------------------- | -------------------------- | ---- |
| 1      | Carlos García Pierna (ESP) | Equipo Kern Pharma         | 23   |
| 2      | Lars van den Berg (NED)    | Groupama–FDJ               | 18   |
| 3      | Michael Woods (CAN)        | Israel–Premier Tech        | 15   |
| 4      | Pelayo Sánchez (ESP)       | Burgos BH                  | 15   |
| 5      | Andrea Mifsud (FRA)        | Nice Métropole Côte d'Azur | 15   |
| 6      | Simon Carr (GBR)           | EF Education–EasyPost      | 14   |
| 7      | Eric Fagúndez (URU)        | Burgos BH                  | 13   |
| 8      | Joris Delbove (FRA)        | St. Michel–Mavic–Auber93   | 13   |
| 9      | Josu Etxeberria (ESP)      | Caja Rural–Seguros RGA     | 10   |
| 10     | Cristián Rodríguez (ESP)   | Arkéa–Samsic               | 10   |

### Soutěž mladých jezdců
| Pořadí | Jezdec                       | Tým                      | Čas         |
| ------ | ---------------------------- | ------------------------ | ----------- |
| 1      | Georg Steinhauser (GER)      | EF Education–EasyPost    | 18h 00' 43" |
| 2      | Einer Rubio (COL)            | Movistar Team            | + 1"        |
| 3      | Valentin Paret-Peintre (FRA) | AG2R Citroën Team        | + 1' 31"    |
| 4      | Diego Camargo (COL)          | EF Education–EasyPost    | + 1' 44"    |
| 5      | Jordan Jegat (FRA)           | CIC U Nantes Atlantique  | + 2' 10"    |
| 6      | Pablo Castrillo (ESP)        | Equipo Kern Pharma       | + 3' 53"    |
| 7      | Thomas Gachignard (FRA)      | St. Michel–Mavic–Auber93 | + 4' 28"    |
| 8      | Johannes Kulset (NOR)        | Uno-X Pro Cycling Team   | + 4' 55"    |
| 9      | Lars van den Berg (NED)      | Groupama–FDJ             | + 5' 04"    |
| 10     | Michel Ries (LUX)            | Arkéa–Samsic             | + 5' 20"    |

### Soutěž týmů
| Pořadí | Tým                     | Čas         |
| ------ | ----------------------- | ----------- |
| 1      | Movistar Team           | 54h 03' 22" |
| 2      | EF Education–EasyPost   | + 1' 17"    |
| 3      | Israel–Premier Tech     | + 3' 38"    |
| 4      | Arkéa–Samsic            | + 5' 55"    |
| 5      | Cofidis                 | + 6' 15"    |
| 6      | Equipo Kern Pharma      | + 8' 04"    |
| 7      | AG2R Citroën Team       | + 15' 01"   |
| 8      | CIC U Nantes Atlantique | + 19' 12"   |
| 9      | Groupama–FDJ            | + 23' 13"   |
| 10     | Caja Rural–Seguros RGA  | + 23' 43"   |